# Holiday in Cambodia
Holiday in Cambodia est une chanson de punk hardcore écrite par Jello Biafra et John Greenway. C'est le deuxième single des Dead Kennedys, sorti en 1980 sur le label Alternative Tentacles. La face A figure dans une autre version sur l'album Fresh Fruit for Rotting Vegetables. Elle figure également avec la face B, Police Truck, sur la compilation de raretés Give Me Convenience or Give Me Death (1987).
La pochette du disque est une photo prise lors du massacre de l'université Thammasat à Bangkok, représentant un homme en train de frapper avec une chaise métallique un étudiant pendu, devant une foule approbatrice.
Le clip vidéo utilise des vidéos de la Guerre du Viêt Nam, il montre des soldats américains en hélicoptère, la foule chassant des soldats américains, des explosions de mines, et des bombardements au napalm et des victimes du napalm, probablement en référence aux bombardements américains massifs de l'Opération Menu.
Le texte de la chanson évoque la Guerre civile cambodgienne (1967-1975) et les crimes du régime khmer rouge de 1975-1979 qui ont suivie.
Dans les années 2000, Richard Cheese l'a reprise à la façon d'un Chant de Noël. Cela souligne l'ironie du texte et incite à rire de cette tragédie.
Holiday in Cambodia est incluse dans la sélection des 660 « chansons qui ont façonné le rock 'n' roll » du Rock and Roll Hall of Fame.